# Temnata dupka (Temnata-lyuk)
A Temnata dupka (bolgárul: Темната дупка) egy barlang Bulgáriában, a Balkán-hegységben, az Iszkar-folyó mentén, Gara Lakatnik község területén. Ez a bolgár főváros úgynevezett „tanbarlangja”, ide járnak gyakorolni a kezdő barlangászok. A barlang szája az Iszkar-folyó felett egy szirt oldalában nyílik, mintegy 27 méterrel a folyó szintje felett. A mészkő, melyben létrejött az üregrendszer, a középső triász korban alakult ki. A barlang kb. 7000 méter hosszú. 
A Temnata dupka első tudományos kutatója Ivan Bures, bolgár zoológus, rovarkutató volt, ő 1912-ben járt itt. A barlang térképezését Zseko Radev geográfus, az első bolgár geomorfológus kezdte meg 1915-ben, ő még csak 150 métert ismert a ma már hét kilométeres rendszerből. A barlangászok az utóbbi száz évben folyamatosan kutatták a barlangot és újabb és újabb szakaszokat tártak fel benne. 
Patakos barlang. Négy járható emelete van, az ötödik szint vízzel van telítve. A felszín alatti patak egy karsztforrásban, a Zsitoljub-forrásban bukkan elő, intenzív esőzések idején azonban a barlang bejárata is időszakos forrássá válik. A barlang nagyon jól ismert, ez nyilván tanbarlang jellegéből is következik. Rengeteg, mésztufagátak által visszaduzzasztott tó található benne, ezek között van olyan is, amelyik 3 méter mély.

## Fordítás
- Ez a szócikk részben vagy egészben  a(z)   Темната дупка című bolgár Wikipédia-szócikk fordításán alapul.  Az eredeti cikk szerkesztőit annak laptörténete sorolja fel. Ez a jelzés csupán a megfogalmazás eredetét és a szerzői jogokat jelzi, nem szolgál a cikkben szereplő információk forrásmegjelöléseként.